# Under Attack
Under Attack ist ein Song von ABBA aus dem Jahr 1982. Er wurde von Benny Andersson und Björn Ulvaeus geschrieben und handelt von einer Frau, die sich von einem Stalker bedroht fühlt. Agnetha Fältskog übernahm dabei die Lead Vocals.
Am 3. Dezember 1982 wurde das Lied mit der B-Seite You Owe Me One als letzte Single zur aktiven Zeit der Gruppe veröffentlicht. Bei ihrem letzten Fernsehauftritt am 11. Dezember 1982 in der „Late Late Breakfast Show“ von Noel Edmonds führten ABBA auch Under Attack auf.

## Hintergrund und Entstehung
Under Attack entstand Anfang August 1982 und wurde auch etwa zur selben Zeit aufgenommen. Er war einer der wenigen Songs, die aufgrund des großen Termindrucks im Studio entstanden. Neben diesem Stück entstand auch Cassandra. Weil sich Andersson und Ulvaeus nicht sicher waren, ob sich Cassandra für die A-Seite einer Single eignen würde, komponierten sie The Day Before You Came, das Under Attack vorgezogen und schon im Oktober 1982 als Single herausgegeben wurde. Beide Titel wurden auf der Kompilation The Singles – The First 10 Years veröffentlicht, da die Idee zu einem neuen Studioalbum verworfen wurde.
Under Attack wurde am 11. November 1982 in der deutschen Fernsehsendung „Show Express“ erstmals aufgeführt. Am 16. November wurde ein Musikvideo gedreht, das die Gruppe in einem verlassenen Lagerhaus zeigt und zugleich das letzte Musikvideo war, das ABBA produzierten. Nur drei Tage später waren die Musiker in der schwedischen Sendung „Nöjesmaskinen“ zu Gast, wo sie Under Attack ebenfalls darboten.